# Bhatinda
Bhatinda o Bathinda o Bhattinda, també Govindgarh avui fora d'ús (pali ਬਠਿੰਡਾ), és una ciutat del Panjab al districte de Bhatinda, del que és capital. la població el 2001 era de 217.389 habitants (1901: 13.185 habitants). El nom deriva del clan bhatti dels rajputs (que van governar aquí) i és famosa per haver estat lloc d'empresonament de la sultana Razia Sultan (Radiyya Begum) el 1240.

## Història
Els aris van arribar a la zona a la segona meitat del segon mil·lenni abans de Crist i s'havien estès el segle viii aC. Vers el 600 aC es van començar a utilitzar els elefants en la guerra. vers el 125 aC van arribar els escites saces. A finals del segle I aC es va establir a la zona el regne dels Kushana. El fort de Bhatinda (després Qila Mubarak) hauria estat construït al final del segle I per Kanishka i Raja Dab; la ciutat fou fundada el 179 per Rao Bhatti en terres arrabassades als brars. Bala Rao Bhatti hi governava vers el 965 i fou el que la va anomenar Bhatti, derivant més tard a Bhatinda o Bhattinda; fins aleshores s'anomenava Vikramagarh.
El 1004 fou assetjada per Mahmud de Gazni. El 1189 Muizz al-Din Muhammad el virrei i després sultà gúrida la va atacar i ocupar però pocs mesos després fou recuperada pel sobirà local Prithvi Raj Chauhan (1191) després d'una gran batalla. Sota Shams al-Din Iltutmish al-Kutbi ibn Yalam Khan (1210/1211-1236) fou una província de la corona del sultanat de Delhi. La sultana Razia Sultan (Radiyya Begum 1235-1240) fou empresonada a la fortalesa de Bhatinda l'abril de 1240; fou alliberada l'agost següent per la intercessió del governador local Altunia, que es va casar amb la sultana però foren morts per una banda de lladres prop de Kaithal, l'octubre següent. Al segle xiv Bhatinda va caure en decadència.
Els Sidhu-Brars foren expulsats de Bathinda durant el govern dels Lodi de Delhi (que va durar del 1452 al 1526) però foren restaurats per Baber el 1526 i van governar sota la dinastia afganesa Suri i sota l'Imperi Mogol. El sikh Roop Chan va estar a la zona al segle xvi i el seu fill Phul va establir la cuina comunitària pel poble, coneguda com a langar, a la jungla de Lakhi, on va fundar un fort vers 1654. El 1754 va caure en mans del maharajà de Patiala Ala Singh.
El 5 de maig de 1948 es va formar la PEPSU (Unió d'Estats del Panjab Oriental i Patiala) i es va crear el districte el 20 d'agost de 1948 amb capital a Fardikot fins que fou traslladada a Bhatinda el 1953. Els seus límits van patir diverses modificacions, les principals la separació del districte de Muktsar i del districte de Mansa però la ciutat no se'n va ressentir i va iniciar un fort desenvolupament industrial a partir de 1974.

## Llocs interessants
- Qila Mubarak (el fort)
- Fort Bahia (construït el 1930, quarter de les forces armades de Patiala.
- Jungla de Lakhi, a 15 km
- Jardí de roses
- Zoològic
- Parc Chetak